# Spinibarbus
Spinibarbus is een geslacht van straalvinnige vissen uit de familie van karpers (Cyprinidae).

## Soorten
- Spinibarbus babeensis Nguyen, 2001
- Spinibarbus caldwelli (Nichols, 1925)
- Spinibarbus denticulatus (Oshima, 1926)
- Spinibarbus hollandi Oshima, 1919
- Spinibarbus maensis Nguyen, Duong & Tran, 2007
- Spinibarbus nammauensis Nguyen & Nguyen, 2001
- Spinibarbus ovalius Nguyen & Ngo, 2001
- Spinibarbus sinensis (Bleeker, 1871)